# Basketball Bundesliga de 1969-70
A Temporada 1969–70 da Basketball Bundesliga foi a 4.ª edição da principal competição de basquetebol masculino na Alemanha. A equipe do TuS 04 Leverkusen da Renânia do Norte-Vestfália conquistou o seu primeiro título nacional.

## Equipes participantes
| Norte                   | Norte        | Sul                    | Sul               |
| Clube                   | Localização  | Clube                  | Localização       |
| ----------------------- | ------------ | ---------------------- | ----------------- |
| TuS 04 Leverkusen       | Leverkusen   | MTV 1846 Giessen       | Giessen           |
| VfL Osnabrück           | Osnabruque   | PSV Grünweiß Frankfurt | Frankfurt am Main |
| SSV Hagen               | Hagen        | FC Bayern München      | Munique           |
| ASV Köln                | Colônia      | TSV 1860 München       | Munique           |
| ATV 77 Düsseldorf       | Dusseldórfia | USC München            | Munique           |
| MTV Wolfenbüttel        | Volfembutel  | USC Mainz              | Mogúncia          |
| Oldenburger TB          | Oldemburgo   | USC Heidelberg         | Edelberga         |
| Berliner SV 1892        | Berlim       | Heidelberger TV 1846   | Edelberga         |
| Neuköllner Sportfreunde | Berlim       | SC REI Koblenz         | Coblença          |
| USC Münster             | Münster      | TV Kirchheimbolanden   | Kirchheimbolanden |

## Classificação Fase Regular

### Grupo Norte
| Pos. | Clube                   | Pts   | Pts+ : Pts- | Classificação                   |
| ---- | ----------------------- | ----- | ----------- | ------------------------------- |
| 1    | TuS 04 Leverkusen       | 36:0  | 1767:1017   | Classificados para segunda fase |
| 2    | VfL Osnabrück           | 28:8  | 1625:1335   | Classificados para segunda fase |
| 3    | SSV Hagen               | 24:12 | 1521:1313   | Classificados para segunda fase |
| 4    | ASV Köln                | 22:14 | 1384:1333   | Classificados para segunda fase |
| 5    | ATV 77 Düsseldorf       | 19:17 | 1382:1333   |                                 |
| 6    | MTV Wolfenbüttel        | 16:20 | 1306:1415   |                                 |
| 7    | Oldenburger TB          | 15:21 | 1402:1543   |                                 |
| 8    | Berliner SV 1892        | 12:24 | 1338:1562   |                                 |
| 9    | USC Münster             | 8:28  | 1274:1708   | Rebaixados                      |
| 10   | Neuköllner Sportfreunde | 0:36  | 1141:1581   | Rebaixados                      |

### Grupo Sul
| Pos. | Clube                  | Pts   | Pts+ : Pts- | Classificação                   |
| ---- | ---------------------- | ----- | ----------- | ------------------------------- |
| 1    | MTV 1846 Giessen       | 32:4  | 1642:1277   | Classificados para segunda fase |
| 2    | PSV Grünweiß Frankfurt | 30:6  | 1513:1203   | Classificados para segunda fase |
| 3    | USC Mainz              | 28:8  | 1494:1312   | Classificados para segunda fase |
| 4    | USC Heidelberg         | 25:11 | 1569:1382   | Classificados para segunda fase |
| 5    | USC München            | 24:12 | 1515:1271   |                                 |
| 6    | FC Bayern München      | 15:21 | 1306:1255   |                                 |
| 7    | TSV 1860 München       | 10:26 | 1254:1470   |                                 |
| 8    | SC REI Koblenz         | 8:28  | 1216:1445   |                                 |
| 9    | Heidelberger TV 1846   | 8:28  | 1185:1547   | Rebaixados                      |
| 10   | TV Kirchheimbolanden   | 0:36  | 955:1487    | Rebaixados                      |

## Grupos de quartas de finais

### Grupo A
| Pos. | Clube            | V | D | Pts  | Pts+ : Pts- | Classificação |
| ---- | ---------------- | - | - | ---- | ----------- | ------------- |
| 1    | USC München      | 5 | 1 | 10:2 | 521:444     | Finalista     |
| 2    | USC Heidelberg   | 5 | 1 | 10:2 | 530:469     |               |
| 3    | VfL Osnabrück    | 1 | 5 | 4:8  | 465:551     |               |
| 4    | MTV Wolfenbüttel | 1 | 5 | 4:8  | 465:517     |               |

### Grupo B
| Pos. | Clube             | V | D | Pts  | Pts+ : Pts- | Classificação |
| ---- | ----------------- | - | - | ---- | ----------- | ------------- |
| 1    | TuS 04 Leverkusen | 6 | 0 | 12:0 | 428:349     | Finalista     |
| 2    | MTV 1846 Giessen  | 4 | 2 | 8:4  | 445:441     |               |
| 3    | SSV Hagen         |   |   |      |             |               |
| 4    | FC Bayern München |   |   |      |             |               |

## Final
|  | Dillingen - Sarre, 26/04/1970 |                   |    |
|  |                               |                   |    |
|  | A1                            | MTV 1846 Gießen   | 73 |
|  | B1                            | TuS 04 Leverkusen | 76 |

## Campeões da Basketball Bundesliga (BBL) 1969–70
| Campeões da BBL 1969–70      |
| ---------------------------- |
| TuS 04 Leverkusen 1.º título |

## Clubes alemães em competições europeias
| Clube           | Competição        | Resultado                                                     |
| --------------- | ----------------- | ------------------------------------------------------------- |
| VfL Osnabrück   | Copa dos Campeões | Eliminado na Primeira Fase por Honved (74-88;59-92)           |
| MTV 1846 Gießen | Recopa Europeia   | Eliminado na Primeira Fase por Steaua București (86-84;81-98) |